# Annibale Albani
Annibale Albani (ur. 15 sierpnia 1682 w Urbino – zm. 21 października 1751 w Rzymie) – włoski kardynał.

## Życiorys
Bratanek papieża Klemensa XI (1700–1721). Zgodnie z wolą swego stryja studiował teologię w jezuickim Kolegium Rzymskim, a następnie uzyskał doktorat obojga praw na uniwersytecie w Perugii (1703). Został mianowany kanonikiem bazyliki watykańskiej, a w 1704 został wysłany do Loreto aby doręczyć kapelusz kardynalski powracającemu z Niemiec arcybiskupowi Neapolu Francesco Pignatelliemu. W 1707 otrzymał nominację na prezydenta Kamery Apostolskiej. Objął także kilka beneficjów w królestwie Neapolu (opactwa Casamari oraz S. Leonardo w Siponto).
W 1709 został mianowany przez Klemensa XI nuncjuszem ekstraordynaryjnym w celu prowadzenia negocjacji pokojowych z cesarzem Józefem I w wojnie o sukcesję hiszpańską. Jego zadaniem było bronienie uprawnień feudalnych Stolicy Apostolskiej wobec księstwa Parmy i Piacenzy oraz królestwa Neapolu oraz wyjednanie zwrotu okupowanego przez wojska cesarskie terytorium Comacchio. Misja formalnie zakończyła się sukcesem, jednakże podjęte ustalenia nie zostały zrealizowane przez cesarza. Negocjacje w tej sprawie ciągnęły się aż do 1711, gdy przerwała je śmierć cesarza Józefa I. Podczas pobytu w Niemczech Annibale Albani odwiedził Drezno (1710), gdzie prowadził rozmowy z przedstawicielami króla polskiego Augusta II w sprawach polskiego Kościoła oraz działał na rzecz konwersji jego syna Fryderyka Augusta na katolicyzm. Po śmierci Józefa I reprezentował Stolicę Apostolską na cesarskim sejmie elekcyjnym we Frankfurcie (wrzesień 1711), gdzie wspierał kandydaturę Karola VI Habsburga.
W grudniu 1711 otrzymał od stryja nominację kardynalską z tytułem diakona Sant'Eustachio, nie zdobył jednak pozycji porównywalnej z papieskimi nepotami w poprzednich stuleciach. Krótko po nominacji kardynalskiej został mianowany sekretarzem ds. Memoriałów (petycji) (zrezygnował w 1718) oraz archiprezbiterem bazyliki watykańskiej i prefektem Fabryki Świętego Piotra (4 stycznia 1712).
29 marca 1719 został mianowany kamerlingiem Świętego Kościoła Rzymskiego. Jako kamerling uczestniczył w konklawe 1721, 1724, 1730 i 1740, w czasie których przewodził frakcji kardynałów mianowanych przez jego stryja. W 1722 awansował do rangi kardynała prezbitera San Clemente.
Za pontyfikatu papieża Benedykta XIII (1724–1730) kardynał Albani popadł w konflikt z głównym doradcą papieża kardynałem Niccolò Coscia. W 1727 wycofał się do Urbino i zrezygnował z funkcji gubernatora Frascati i Castel Gandolfo, którą sprawował od 1 grudnia 1712, a jego mandat był kilkakrotnie odnawiany (po raz ostatni w 1726). Annibale Albani protestował także przeciwko przywilejom udzielonym przez tego papieża monarchii sabaudzkiej, co z kolei przejściowo poróżniło go z młodszym bratem, kardynałem Alessandro Albanim (1692–1779).
W 1730, po wyborze nowego papieża Klemensa XII, Annibale uzyskał promocję do rangi biskupa suburbikarnej diecezji Sabina i przyjął sakrę biskupią z rąk kardynała Francesco Barberiniego. W 1736 celebrował w Sabinie synod diecezjalny. Rozbudował też miejscowe seminarium oraz ufundował bank pobożny. Ostatecznie jednak, w 1743 wymienił diecezję sabińską na diecezję suburbikarną Porto e S. Rufina.
W lutym 1747 zrezygnował z urzędu kamerlinga Świętego Kościoła Rzymskiego w proteście przeciwko niekonsultowanej z nim reformie Archigimnazjum Rzymskiego, która osłabiała jurysdykcję kamerlinga nad tą instytucją. Reformę tę papież Benedykt XIV ostatecznie przeprowadził w 1748.
Zmarł w Rzymie w wieku 69 lat jako subdziekan Świętego Kolegium Kardynałów i został pochowany w kaplicy św. Klemensa w bazylice watykańskiej.

## Pełnione funkcje kurialne
W latach 1712–1718 Annibale Albani był sekretarzem ds. Memoriałów w Kurii papieża Klemensa XI, czyli osobą odpowiedzialną za przyjmowanie i załatwianie próśb i petycji, a w latach 1719–1747 kamerlingiem Kościoła Rzymskiego i arcykanclerzem Uniwersytetu La Sapienza w Rzymie. Jako archiprezbiter bazyliki watykańskiej, był ex officio prefektem Fabryki Świętego Piotra (od 4 stycznia 1712). Ponadto zasiadał w kilkunastu kongregacjach kurialnych:
- Kongregacji Konsystorialnej (od 1712)
- Kongregacji Rozkrzewiania Wiary (od 1712)
- Kongregacji ds. Awinionu (od 1712)
- Kongregacji ds. Sanktuarium w Loreto (od 1712)
- Kongregacji ds. Odpustów i Świętych Relikwii (od 1712)
- Kongregacji ds. Obrzędów (od 1712)
- Kongregacji ds. Soboru Trydenckiego (od 1712)
- Kongregacji ds. Ceremoniału (od 1712)
- Kongregacji ds. Kościelnych Immunitetów (od 1712)
- Kongregacji Indeksu (od 1712)
- Kongregacji ds. Tybru (od 1719, jako kamerling)
- Trybunale Apostolskiej Sygnatury Łaski (od 1719, jako kamerling)
- Kongregacji ds. Wód i Doliny Chiana (od 1719)
- Kongregacji Rzymskiej i Powszechnej Inkwizycji (od 1720)
- Kongregacji ds. Wspomagania Rolnictwa (od 1721)
- Kongregacji ds. Granic (od 1723)
- Kongregacji ds. Ankony (od 1734)
- Kongregacji ds. Biskupów i Zakonników (od 1737)

Ponadto Annibale Albani był kardynałem protektorem zakonów kartuzów (od 1712), minimitów (od 1713) i premonstratensów (1726), a także kongregacji hieronimitów z S. Onofrio (w latach 1712-1743), zakonu rycerskiego joannitów maltańskich (od 1719) i katolickich kantonów Szwajcarii (od ok. 1720).

### Protektor Polski
Przez wiele lat (1712–1751) Annibale Albani był kardynałem protektorem Polski wobec Stolicy Apostolskiej. Nominowany na to stanowisko przez Augusta II, był wiernym stronnikiem dynastii saskiej i pobierał pensję od dworu w Dreźnie. Po śmierci Augusta II w 1733 popierał kandydaturę jego syna Augusta III do tronu polskiego. Na jego polecenie grupa kilku teologów opracowała opinię o nieważności przysięgi złożonej przez szlachtę na sejmie konwokacyjnym, wykluczającej cudzoziemskich kandydatów. Ta samowolna inicjatywa spotkała się z dezaprobatą papieża Klemensa XII i znacznie pogorszyła dobre jak dotąd relacje kardynała z królem Francji Ludwikiem XV. Do ich pojednania doszło dopiero w 1743, za pośrednictwem papieża Benedykta XIV.
W 1747 dzięki rekomendacji króla polskiego Augusta III nominację kardynalską uzyskał Giovanni Francesco Albani, 27-letni bratanek Annibale Albaniego.

## Działalność fundacyjna i kulturalna
Jako patron kultury i zapalony numizmatyk, Annibale pozostawił po sobie bogatą bibliotekę oraz kolekcje obrazów, rzeźb i monet, które wzbogaciły zbiory Watykanu. W swym rodzinnym mieście Urbino ufundował instytut pijarów, drukarnię oraz katedrę języka greckiego na miejscowym uniwersytecie. Wśród jego protegowanych znalazł się m.in. kompozytor Alessandro Scarlatti. Zajmował się też działalnością pisarską i wydawniczą: opublikował w dwóch tomach listy, brewe i bulle swego stryja (Rzym, 1724) oraz Menologium Graecorum (Urbino 1727), patronował też wydaniu dzieła Memorie concernenti la citta di Urbino autorstwa Bernardino Baldiego i Francesco Bianchiniego, dotyczącego jego rodzinnego miasta (Rzym 1724). Ufundował także ołtarz w swym kościele tytularnym S. Clemente. Od 1702 był członkiem florenckiej akademii lingwistyczno-literackiej La Crusca, działającej na rzecz czystości języka włoskiego.